# Lycosa sochoi
Lycosa sochoi là một loài nhện trong họ Lycosidae.
Loài này thuộc chi Lycosa. Lycosa sochoi được Cândido Firmino de Mello-Leitão miêu tả năm 1947.